# 帕薩德河
52°00′56″N 8°57′16″E / 52.015608°N 8.954398°E

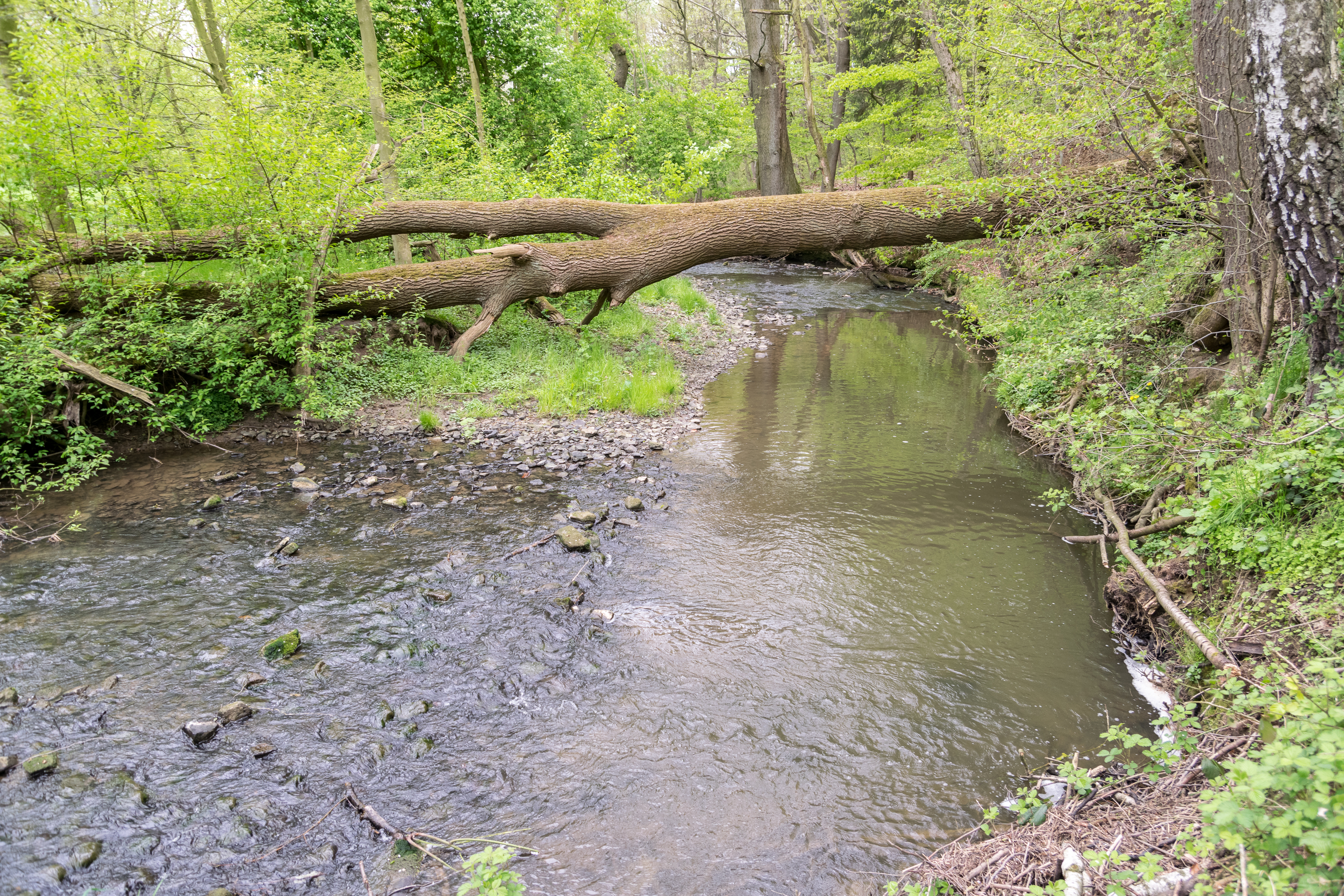

帕薩德河（德語：Passade），是德國的河流，位於該國西部，處於北萊茵-威斯特法倫州，屬於貝加河的左支流，河道全長15.1公里，流域面積68平方公里。